# کامو، اوکایاما
کامو، اوکایاما (به لاتین: Kamo) یک منطقهٔ مسکونی در ژاپن است که در ناحیه چوگوکو واقع شده‌است. کامو ۵٬۳۱۱ نفر جمعیت دارد.